# MundoFox (Amérique latine)
MundoFox Latinoamérica (et stylisé MundoFOX) est une chaîne de télévision par câble et satellite latino-américaine.

## Programmes
Émissions
- El Factor X
- 100 Latinos Dijeron

Telenovelas
- Doña Bárbara (Telemundo, 2008)
- Mi gorda bella (RCTV, 2002)
- El octavo mandamiento (Argos/Cadenatres, 2011)
- Eva Luna (Univision/Venevisión, 2010-11)
- La Mariposa (Fox Telecolombia/RCN Televisión, 2011)
- Avenida Brasil (Rede Globo, 2012)

Séries
- Amo de Casa (RCN Televisión)
- Kdabra (Fox Telecolombia)
- Lynch (Fox Telecolombia)
- El Capo(Fox Telecolombia/RCN Televisión)
- Tiempo final (Fox Telecolombia, 2009)
- Dos Lunas (Fox Telecolombia, 2013), avec Bárbara Mori ( URU MEX).
- Familia en Venta
- Metástasis (version latino-américaine de Breaking Bad)  (Fox Telecolombia)
- Palabra de Ladrón (2014)

Autres
- Cine MundoFox (films)
- Mundo Ritmo (musicales)